# برتین اوسبورن
برتین اوسبورن (اسپانیایی: Bertín Osborne‎؛ زادهٔ ۷ دسامبر ۱۹۵۴) خواننده، مجری، و بازیگر اهل اسپانیا است.
از فیلم‌ها یا مجموعه‌های تلویزیونی که وی در آن‌ها نقش داشته‌است، می‌توان به امکانش هست؟ اشاره نمود.